# Хромадоріна двоока
Хромадоріна двоока (Chromadorina bioculata) — вид нематод з родини Chromadoridae.

## Морфологічні ознаки
Кутикула слабко кільчаста, маленька ротова порожнина озброєна великим гострим дорсальним зубом. Є два маленьких субвентральних зуби. Довжина тіла самиці 0,60– 0,72 мм, самця– 0,60–0,70 мм.

## Поширення
Річки та озера Євразії. 
В Україні — р. Дніпро та Прут.

## Особливості біології
Епіфітон на прибережних водяних рослинах.

## Загрози та охорона
Загрози: забруднення водойм, знищення угруповань макрофітів.